# Himalayabirk
Himalaja-Birk (Betula utilis), i Indien kaldet bhojpatra, er et middelstort, løvfældende træ med en åben og ægformet, senere mere hvælvet krone. Himalaja-Birk er et lystræ, dvs. det kræver meget lys for at gro godt.

## Beskrivelse
Grenene er først stejlt opstigende, men bliver senere buet overhængende. Barken er først behåret og brun, senere brun med lyse korkporer, men den bliver snart snehvid (dette gælder i det mindste den eller de sorter, der er i handlen herhjemme). 
Knopperne er spredte og udspærrede, ret store og skæve, lidt fedtede og spidse. Den inderste del af knoppen er brun, mens den yderste er lysegrøn. Bladene er ægformede med takket rand. Oversiden er mørkegrøn, mens undersiden er grågrøn med hår langs nerverne. Høstfarven er gyldent gul. 
Blomsterne sidder i rakler med han- og hunblomster hver for sig. Hanraklerne kan ses fra efteråret, mens hunraklerne først kommer til syne i løvspringet. De modne hunrakler kaster frøene om efteråret. Frøene modner godt og kan spire under de rette betingelser.
Rodnettet ligger højt i jorden. Det er fint forgrenet og danner rodfilt. Vær dog opmærksom på, at de planter, der handles i Danmark, er podet på Vorte-Birk. De har altså dette træs rodnet (se dette). 
Højde x bredde og årlig tilvækst: 15 x 6 m (30 x 20 cm/år). Disse mål kan fx anvendes, når arten udplantes. Det bemærkes, at træet kan blive 20 m høj i sit oprindelige udbredelsesområde.

## Hjemsted
Himalaja-Birk er udbredt på Himalayakædens sydskråninger, dvs. fra Afghanistan, Bhutan, Indien, Nepal, Pakistan, Kazakhstan, Kirgisistan, Tadsjikistan og Usbekistan til det sydvestlige Kina. I Samagaun dalen, som ligger i det beskyttede område, Manaslu, i Gorcha distriktet i det centrale Nepal danner himalayabirk trægrænsen i 3.500-4.00 m højde og på nordvendte, skyggede skråninger. Træet er vigende som dominant under indtryk af klimaændringerne, og pragtædelgran er ved at overtage pladsen. Indtil videre vokser arten sammen med bl.a. Arundinaria spp. (arter af bambus), Berberis aristata (en art af berberis), Larix himalaica (en art af lærk), Rhododendron anthopogon, Rhododendron campanulatum og Rhododendron lepidotum (arter af Rododendron) samt Sorbus microphylla (en art af røn)

## Underarter og varianter
- Betula utilis subsp. jacquemontii
- Betula utilis subsp. occidentalis
- Betula utilis var. pratii
- Kobberbirk  (Betula utilis var. utilis) er en variant af Himalayabirk. Det synonyme navn, Betula albosinensis var. septentrionalis, anses derfor ikke længere for at være gyldigt[2]

## Sygdomme
Birken angribes af Birkeporesvamp (Piptoporus betulinus), der fremkalder brunråd i veddet.

## Galleri
- Knopper
- Blade
- Bark
- Vækstform
- Habitat
(Annapurna)

## Note
1. ↑  Hishila Sujakhu, Kamal Raj Gosai og Siddhi Bir Karmacharya: Forest structure and regeneration pattern of Betula utilis d. don in Manaslu Conservation Area, Nepal i Ecoprint, 2013, 20 side 107-113(engelsk)
2. ↑  Germplasm Resources Information Network: Species Records of Betula Arkiveret 20. januar 2009 hos  Wayback Machine (engelsk)